# 미다스자유꼬리박쥐
미다스자유꼬리박쥐(Mops midas)는 큰귀박쥐과에 속하는 박쥐의 일종이다. 사하라 이남 아프리카와 아라비아 반도, 마다가스카르섬에 분포한다. 자연 서식지는 건조 사바나 지역과 습윤 사바나 지역, 삼림 지대, 뜨거운 사막 지대이다. 더 남쪽 지역에는 큰 강과 습지 주변에서 서식하는 것으로 알려져 있다. 서식지 감소로 위협을 받고 있다.